# Diplomys caniceps
Diplomys caniceps (деревний м'якошерстий голчастий щур) — вид гризунів родини щетинцевих, що зустрічається в північній частині центральних Кордильєрів, Колумбія. 

## Поведінка
Виключно деревний гризун. 

## Морфологія

### Морфометрія
Загальна довжина тіла: 390 мм, хвоста: 189 мм, задньої ступні: 42 мм, вух: 15 мм. 

### Зовнішня морфологія
Подібний до D. labilis, але забарвлення спини не така червоне. Живіт рудувато-коричневий. Хвіст рідко вкритий волоссям і немає помітної двоколірності. 